# EyeOS
eyeOS était un webOS, environnement de bureau de type cloud computing, basé sur une interface Web, libre jusqu'à la version 2.5 (sous licence AGPL v3).
En 2005, deux jeunes catalans Pau García-Milà et Marc Cercós (ils avaient alors 17 ans) créent le projet depuis leur village d'Olesa de Montserrat (Baix Llobregat). Deux ans plus tard ils créent l'entreprise qui va soutenir le projet et permettre de développer les services professionnels autour de celui-ci. Installée à Barcelone jusqu'en 2016, elle était constituée d'une trentaine de contributeurs de plus de neuf nationalités.
eyeOS permet à l'utilisateur d'accéder à son bureau, ses fichiers et ses applications eyeOS à partir de tout navigateur, sur n'importe quel ordinateur, en n'ayant besoin que d'un système de base permettant de faire tourner un navigateur et d'une connexion internet.

## Description
eyeOS est écrit en PHP, un langage de script libre et utilise JavaScript. On peut ainsi l'installer sur la plupart des systèmes d'exploitation existants en tant que serveur à condition de disposer d'un serveur HTTP gérant le PHP (MAMP ou WAMP permettent de réaliser des essais très facilement). Il est également possible d'utiliser un serveur eyeOS existant en se créant simplement un compte.
De plus en plus d'applications sont disponibles pour eyeOS, des applications de bureautique (traitement de texte, tableur, etc.) aux jeux, en passant par des applications internet (messagerie instantanée, mail, etc.). Il est donc possible de réaliser toutes les tâches courantes à partir d'un simple navigateur.
Un répertoire des applications disponibles pouvait être enrichi par les développeurs qui souhaitent proposer leurs logiciels.
Il est très facile d'adapter à eyeOS les applications existantes (JavaScript, applets Java, Flash, etc) en utilisant les bibliothèques mises à disposition par l'équipe eyeOS.

## Historique
- eyeOS 0.6.0 (première version disponible) a été diffusée le 1er août 2005.
- Après deux ans de développement, l'équipe eyeOS a publié la version 1.0 le 4 juin 2007, sous licence GPL v2.
- La version 1.1 a rapidement suivi, le 2 juillet 2007, sous licence GPL v3.
- La version 1.2 est sortie le 29 octobre 2007.
- La version 1.5 est sortie le 15 janvier 2008, nom de projet Gala.
- La version 1.6 est sortie le 25 avril 2008, nom de projet Gala "Sync". Cette version permet d'utiliser le logiciel eyeSync (Windows, Linux, Mac) afin de synchroniser automatiquement des dossiers du poste local vers un compte sur un serveur eyeOS.
- La version 1.8 est sortie en janvier 2009, nom de projet "Lars". Cette version améliore notablement la gestion des documents et incorpore de nouvelles applications ajax.
- La version 1.8.5 est sortie en avril 2009.
- La version 1.8.7 est sortie en septembre 2009.
- La version 1.9 est sortie en décembre 2009.
- La version 2.0 est sortie le 11 mars 2010.
- La version 2.1 est sortie le 3 juin 2010.
- La version 2.2 est sortie le 28 juillet 2010.
- La version 2.4 est sortie le 11 avril 2011.
- La version 2.5 est sortie le 14 mai 2011. C'est la dernière version open source, le produit étant devenu propriétaire par la suite.
- Rachat de la société par Telefónica début 2014[2].
- Abandon du projet par Telefónica fin 2016[3].